# James Brindley Nicolson
Eric James Brindley Nicolson (Hampstead, 29 aprile 1917 – Golfo del Bengala, 2 maggio 1945) è stato un militare e aviatore inglese.
Pilota di caccia del Fighter Command della Royal Air Force durante la seconda guerra mondiale, prese parte alla battaglia d'Inghilterra venendo decorato con la Victoria Cross, la più alta decorazione militare britannica.

## Biografia
Nacque ad Hampstead, Londra, il 29 aprile 1917 e dopo aver frequentato la scuola preparatoria Yardley Court e la Tonbridge School di Tonbridge (Kent), nel 1935 iniziò a lavorare come ingegnere. L'anno successivo si arruolò nella Royal Air Force, ed al termine del periodo di addestramento nel 1937 fu assegnato come pilota al No.72 RAF Squadron di stanza a Church Fenton, equipaggiato con i biplani da caccia Gloster Gladiator.
Nel settembre 1939, quando scoppiò la seconda guerra mondiale, il No.72 RAF Squadron aveva appena terminato di riequipaggiarsi con i monoplani Supermarine Spitfire sull'aeroporto di Leconfield.
Nel 1940 fu trasferito al No.249 Squadron sempre di stanza sull'aeroporto di Leconfield, ed equipaggiato con i caccia Hawker Hurricane, che il 15 agosto dello stesso anno fu dislocato sull'aeroporto di Boscombe Down in difesa dell'Inghilterra meridionale.
Il 16 agosto decollò insieme ad altri velivoli da Boscombe Down per intercettare una formazione di bombardieri Dornier Do 17 e Junkers Ju 88 della Luftwaffe scortata da caccia bimotori Messerschmitt Bf 110 della II Gruppe dello Zerstorergeschwader 2. Mentre attaccava un bombardiere Ju 88 che volava a quota più bassa della sua fu a sua volta attaccato da un Bf 110 che colpì il suo aereo con quattro proiettili da 20 mm. Rimasto ferito gravemente ad un occhio ed al piede sinistro, e con il velivolo in fiamme, stava per lanciarsi con il paracadute quando il caccia nemico superò il suo aereo ritenendolo già perduto. Invece di lanciarsi azionò le mitragliatrici del caccia centrando a sua volta il Bf 110 fino a che quest'ultimo non precipitò al suolo. Rimasto gravemente ustionato alle mani, alla faccia, al collo e alle gambe si lanciò fuori dall'Hurricane prendendo terra in un campo, fatto segno mentre scendeva con il paracadute da alcuni colpi di arma da fuoco sparati da membri della Home Guard che ignorarono le sue grida di essere un pilota della RAF.
Subito soccorso fu trasportato presso l'ospedale di Southampton dove rimase ricoverato per molti mesi. Il 15 novembre 1940 fu decorato con la Victoria Cross. Al termine del periodo di convalescenza, nel settembre 1941, gli furono assegnati compiti di istruttore e poi nel 1942 fu trasferito in India assegnato a compiti di Stato maggiore. Ritornò a volare nell'agosto 1943, quando promosso Squadron Leader assunse il comando del No.27 RAF Squadron equipaggiato con i bimotori De Havilland Mosquito impegnato in azioni sopra la Birmania. Decorato con la Distinguished Flying Cross fu promosso tenente colonnello (wing commander) nell'agosto 1944 fu assegnato a compiti di Stato maggiore presso il comando della RAF in Birmania.
Il 2 maggio 1945 si imbarcò come osservatore su un quadrimotore Consolidated B-24 Liberator del No.335 Squadron che decollò dal campo d'aviazione di Salbani, nel Bengala. Mentre si trovava in volo da poco tempo l'aereo prese fuoco e si schiantò in mare causando la sua morte. Il corpo non venne mai recuperato ed egli è ricordato nel Kranji War Memorial di Singapore.
Per onorarne la memoria nel 2015, in occasione del 75º Anniversario della Battaglia d'Inghilterra, la RAF dipinse un caccia Eurofighter Typhoon, ZK349, con i colori portati all'epoca dall'Hawker Hurricane del Flight Leutnant Nicolson.

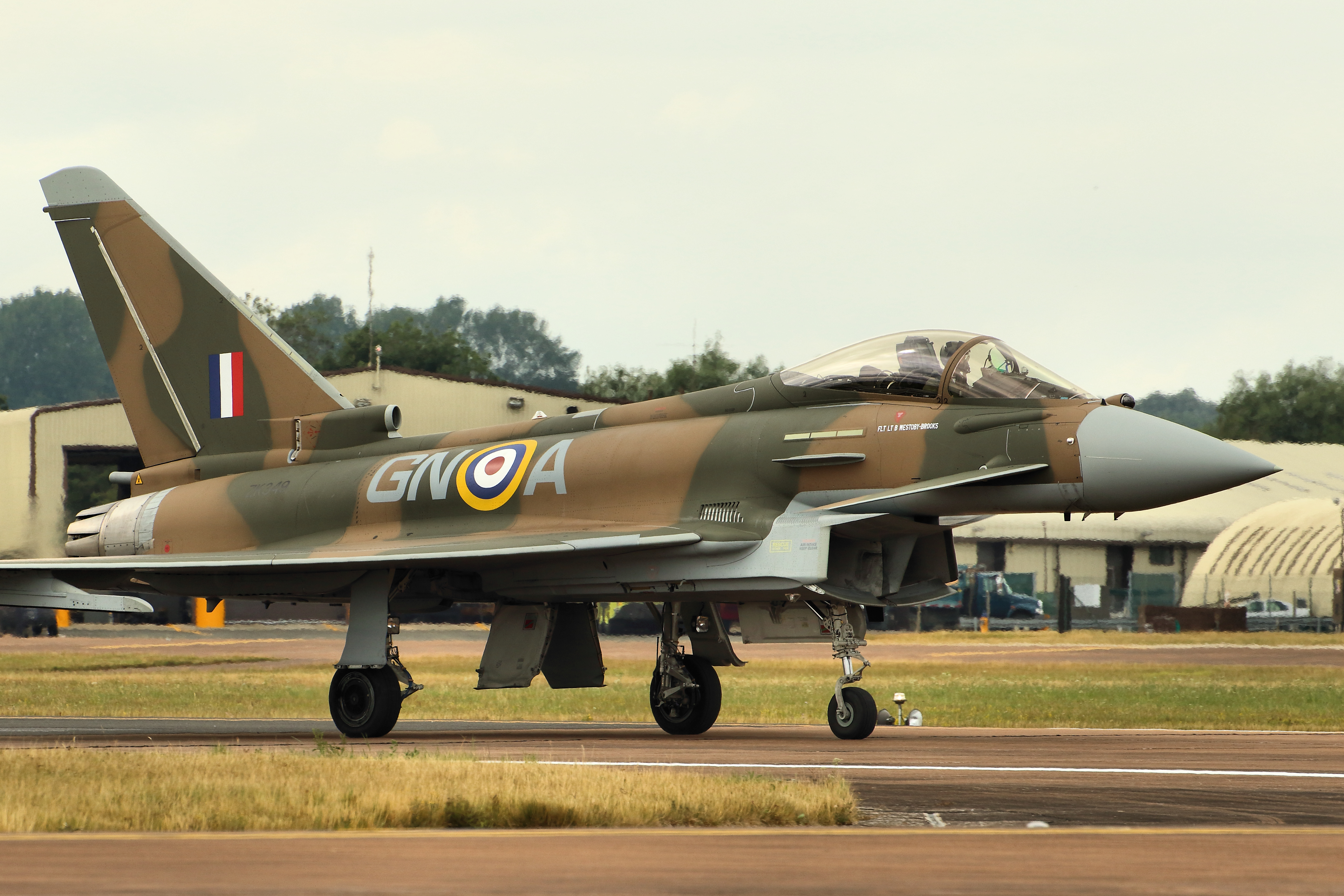
L'Eurofighter Typhoon ZK349 con i colori dell'Hurricane di Nicolson durante la battaglia d'Inghilterra, esibito al Royal International Air Tattoo 2015

### Annotazioni
1. ↑  Con la matricola No.39329.
2. ↑  Unica decorazione di questo genere concessa ad un pilota del Fighter Command durante la seconda guerra mondiale.

### Fonti
1. 1 2 3 4 5  Mattioli 2007, p. 35.
2. 1 2 3 4 5 6 7 8  Gustavsson, Slongo 2007, p. 36.
3. 1 2 3  Lake 2000, p. 145.
4. 1 2 3 4  Lake 2000, p. 165.
5. ↑  Lewis 1968, p. 23.
6. ↑   Ben Farmer, Typhoon gets Battle of Britain VC hero's colours to celebrate 'The Few', su The Daily Telegraph, 21 maggio 2015. URL consultato il 22 maggio 2015.
7. ↑  (EN) The London Gazette (PDF), n. 34993, 15 novembre 1940.